# Neunkircher Verkehrs-Gesellschaft

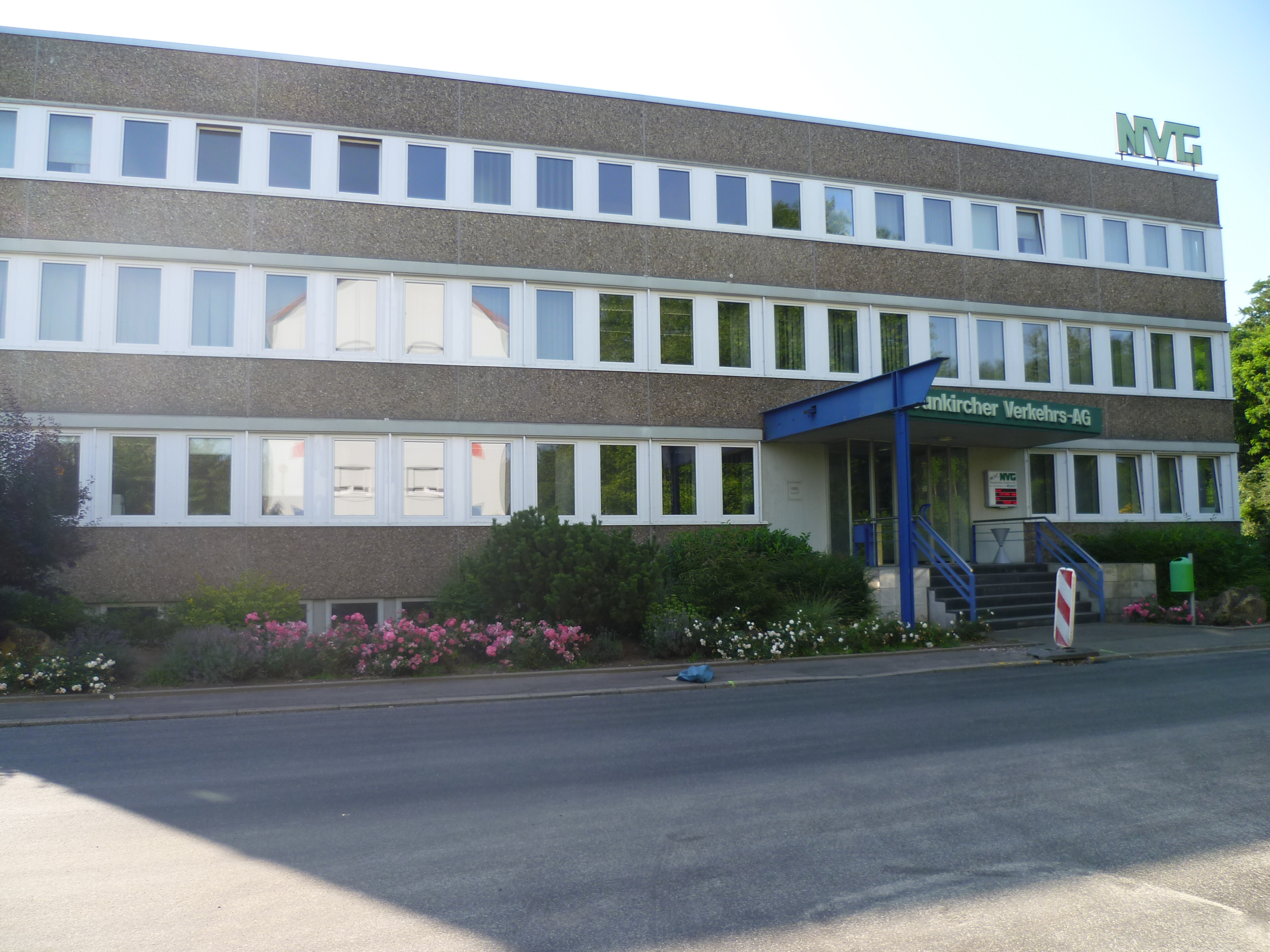
Hauptgebäude der NVG

Die Neunkircher Verkehrs GmbH (NVG) ist ein Verkehrsunternehmen des Öffentlichen Personennahverkehrs mit Sitz im saarländischen Neunkirchen. Sie ist dabei in den Saarländischen Verkehrsverbund (SaarVV) integriert.

## Geschichte
Ursprünglich war die NVG als Betreiberin der Straßenbahn Neunkirchen ein reines Straßenbahn-Unternehmen und firmierte unter der Bezeichnung Neunkircher Straßenbahn AG. Die erste Straßenbahn rollte am 13. September 1907 durch Neunkirchen. 1924 wurde der Omnibusbetrieb aufgenommen, schon 1934 wurden jährlich bis zu drei Millionen Fahrgäste befördert. Im Zweiten Weltkrieg wurde das Streckennetz, infolge intensiver Bombardements der Industriestadt, stark beschädigt. Bis ins Jahr 1949 konnten alle Streckenteile wiederhergestellt werden. Ab dem 1. August 1953 wurden Oberleitungsbusse eingesetzt, die man aber schon ab 1965 durch Einmann-Omnibusse ersetzte. Nach 71 Jahren fuhr am 10. Juni 1978 die letzte Straßenbahn durch Neunkirchen. Seit diesem Zeitpunkt firmiert das Unternehmen unter seinem heutigen Namen. Heute kommen bei der NVG ausschließlich Niederflurbusse zum Einsatz.

## Zahlen und Fakten
Die NVG befördert mit 67 eigenen und weiteren 35 angemieteten Bussen jährlich ca. sieben Millionen Fahrgäste und legt dabei rund vier Millionen Kilometer zurück. Die NVG beschäftigt 210 Mitarbeiter.
Die Wartung der Fahrzeuge erfolgt in den Werkstätten der FSN Fahrzeug-Service Neunkirchen GmbH, welche die Werkstattgesellschaft der NVG ist.

## Netz
Die NVG deckt den gesamten Landkreis Neunkirchen sowie Teile des Saarpfalz-Kreises und des Regionalverbandes Saarbrücken ab. Die NVG-Linie 355 verkehrt bis St. Wendel. Die Linie 304 hat ihren Endpunkt in Breitenbach (Landkreis Kusel, Rheinland-Pfalz).
| Linie | Linienweg | Takt   |
| ----- | --- | ------ |
| 301   | Neunkirchen – Heiligenwald – Merchweiler/Heusweiler/Illingen                                                  | 30 min |
| 302   | Neunkirchen – Wiebelskirchen – Ottweiler – Steinbach – Hanauer Mühle                                          | 30 min |
| 303   | Neunkirchen – Wellesweiler – Bexbach – Oberbexbach                                                            | 60 min |
| 304   | Wellesweiler – Neunkirchen – Wiebelsk. - Hangard – Hanauer Mühle – Fürth/Münchwies – Lautenbach – Breitenbach | 30 min |
| 305   | Neunkirchen – Furpach – Ludwigsthal – Kohlhof                                                                 | 30 min |
| 307   | Gemeindeverkehr Schiffweiler                                                                                  | 30 min |
| 308   | Illingen – Merchweiler – Wemmetsweiler                                                                        | 60 min |
| 309   | Neunkirchen – Heinitz – Elversberg – Friedrichsthal – Bildstock                                               | 30 min |
| 311   | Nk. Storchenplatz – Wellesw. E-Center – Wellesw. Alte Schmiede – HBF – Stummdenkmal                           | 60 min |
| 312   | Nk. Biedersberg – Nk. Stummdenkmal – Nk. Zoo – Nk. Storchenplatz                                              | 60 min |
| 314   | Illingen-Wiesbach-Humes-Eppelborn                                                                             | 60 min |
| 315   | Neunkirchen – Furpach – Kohlhof -Limbach – Beeden – Homburg Uni-Klinik                                        | 60 min |
| 316   | Wiebelskirchen Wibilohaus – Labenacker – Bexbacherstr. - Steinbacher Berg – Wibilohaus                        | 30 min |
| 321   | Heusweiler-Uchtelfangen                                                                                       | 60 min |
| 344   | Stadtverkehr Ottweiler (Ottweiler Bussi)                                                                      | 60 min |
| 350   | Illingen–Stennweiler-Ottweiler                                                                                | 60 min |
| 355   | Ottweiler-Remmesweiler-St.Wendel                                                                              | 60 min |

Der Fahrpreis wird dabei über das „Wabensystem“ des SaarVV ermittelt, bei dem das Streckennetz in Tarifwaben aufgeteilt wird und die Kosten je nach Anzahl der durchfahrenen Waben berechnet werden.